# Coquimbo Unido
Coquimbo Unido es una institución deportiva chilena de la ciudad de Coquimbo, ubicado en la Región de Coquimbo. Fue fundado el 30 de agosto de 1958. Su principal actividad es el fútbol profesional, donde participa en la Liga de Primera de Chile. 
Los colores que identifican al cuadro coquimbano son el amarillo y el negro, que han sido utilizados en su vestimenta desde su fundación. Son conocidos como los aurinegros o piratas.
El club juega de local en el Estadio Francisco Sánchez Rumoroso, con capacidad para 18 750 personas. Su rival tradicional es Deportes La Serena, con quien disputa el clásico de la Región de Coquimbo.

## Historia

### Fundación
El fútbol en Coquimbo inició con un gran hito quizás nunca antes visto. En enero de 1903 desembarcó en el puerto pirata el HMS Flora, barco británico en donde su tripulación jugaba partidos de fútbol y venía de derrotar a distintos equipos en Montevideo y Buenos Aires. Tras llegar a Coquimbo, el enfrentamiento no se hizo esperar, siendo bastante reñido, llegando incluso a disputarse un total de 5 partidos entre el Flora y la Asociación de Coquimbo. Luego de dos empates (2-2 y 3-3) y una victoria para cada uno (3-0 a favor del Flora y 1-0 para Coquimbo), el cuadro local logró derrotar a los británicos en el quinto partido por la mínima diferencia, el 4 de febrero de 1903 en la Cancha del Estanque, terreno en donde hoy se ubica el Estadio Francisco Sánchez Rumoroso. Finalizado el encuentro, y en un acto muy simbólico, el capitán del equipo del Flora regaló las 11 camisetas amarillas y negras de su equipo a Alfredo Steel, capitán de la asociación coquimbana, a modo de recompensa por ser el primer cuadro que derrotaba a los británicos. Aquello sería el preludio de todo lo que vendría después para el equipo coquimbano, teniendo el orgullo de decir que sus colores "fueron ganados en la cancha".
Años más tarde, la creación del “Coquimbo F.C.” y el “Unión F.C.” motivó a que se fusionaran estos dos equipos para así tener un único club que represente a la ciudad. Fue así como un grupo de amigos, entre ellos un doctor empresario, un dueño de una librería, un abogado y otras personas se reunieron con el fin de nombrar a Alfredo Pugh como el primer máximo dirigente de la institución. Con ello, se firmó la escritura y el comienzo del club. Posteriormente, el 15 de agosto de 1957, la dirigencia optó por llamarlo “COQUIMBO UNIDO F.B.C.”, para el año siguiente cambiarlo por el nombre de Club de Deportes Coquimbo Unido.
El 11 de julio de 1958, a las 19 horas, en la Municipalidad de Coquimbo, se llevó a cabo una asamblea de socios de Coquimbo Unido, con el fin de discutir y aprobar los estatutos de la institución y para el nombramiento del directorio. Finalmente el 30 de agosto de 1958 se firmó la escritura pública, estableciendo el inicio oficial del club, ingresando un año después a disputar la Segunda División. 

### Inicios en el profesionalismo, primer paso por Primera División y descenso (1958-1965)
Los piratas ingresaron al fútbol profesional en el campeonato de Segunda División de 1959, finalizando dicha temporada en el quinto lugar de la tabla. Durante los dos años siguientes se mantuvieron en puestos de mitad de tabla. 
El 9 de diciembre de 1962, Coquimbo Unido se tituló campeón de la división y ascendió de categoría, al derrotar a la Universidad Técnica del Estado por 1-0 con gol de su figura Arturo "Canilla" Díaz. 
Los piratas vivieron su primera temporada en Primera División en el año 1963, terminando en el decimotercer puesto de la tabla.  Durante ese torneo, derrotaron por primera vez a equipos como Colo-Colo y la Universidad de Chile, conocido entonces como el Ballet Azul. 
En 1964, los piratas terminaron en el lugar 14 de la tabla. En tanto, en 1965, Coquimbo Unido protagonizó una de las peores campañas de la historia de la Primera División de Chile, sumando un único triunfo en 34 partidos. Como consecuencia de ello, terminó descendiendo a Segunda División a final de temporada. 

### La lucha por sobrevivir (1966-1977)
Durante los años venideros, Coquimbo Unido se mantuvo en la medianía de la tabla en la Segunda División. Estuvo cerca de ascender durante 1966, cuando quedó segundo en la tabla de posiciones tras Huachipato y en 1968, cuando clasificó a la Liguilla por el Campeonato. Además, logró llegar a la final de la Copa Isidro Corbinos 1970, donde perdió contra San Antonio Unido Portuario.  Sin embargo, durante esta época el club sufrió una profunda crisis económica, con hechos como lo ocurrido ante Trasandino de Los Andes en 1967, cuando el plantel no se presentó a jugar y los dirigentes optaron por enviar a un combinado amateur a disputar el partido. Ante los problemas financieros, se tuvo que recurrir a un comité de emergencia para que el equipo siguiera existiendo. 
En 1974, Coquimbo Unido completó la peor campaña de su historia, descendiendo a su asociación de origen el 17 de diciembre de ese año, tras caer derrotado por 3-1 ante Malleco Unido en el Estadio Santa Laura.  Coquimbo se vio obligado a afrontar el año 1975 disputando partidos amistosos contra equipos amateur de la zona.  Sin embargo, gracias a Gustavo Camelio, que aportó económicamente, se convirtió en presidente del club y auspició la camiseta del equipo con el logo de su pesquera, Coquimbo Unido fue aceptado en la Segunda División en 1976.  
En 1977, Coquimbo Unido se consagró campeón de la Segunda División a falta de una fecha, tras vencer a San Antonio Unido por 2-1. El equipo fue dirigido por Ramón Climent. 

### Entre Primera y Segunda (1978-1990)
Para la temporada 1978, con el retorno a la máxima categoría, Coquimbo inició el torneo siendo entrenado por Sasha Mitjaew, sin embargo, la escuadra pirata no pudo conseguir victorias durante las primeras 10 fechas. Mitjaew fue reemplazado por Luis Álamos, quien le dio el primer triunfo a los aurinegros en el campeonato, tras vencer por 4-2 a Green Cross. Sin embargo, Álamos dejó el cargo tras esa fecha y se marchó a Unión Española, siendo reemplazado por Luis Ibarra, con la misión de salvar del descenso a Coquimbo Unido, objetivo que fue logrado en la Liguilla de Promoción. 
El año 1979 fue icónico para los hinchas piratas. El equipo de Luis Ibarra, que contó con el tridente conformado porLiminha, Torino y Benê fue clave para el arranque positivo de Coquimbo Unido, que se mantuvo invicto durante 11 fechas. Sin embargo, la segunda rueda del torneo no fue igual de buena, logrando solo cuatro triunfos. El conjunto filibustero terminó séptimo con 36 puntos, pero el recuerdo de los tres brasileños bailando samba perduraría hasta el día de hoy para la fanaticada aurinegra. 
Para 1980, Torino partió a Deportes La Serena y Benê a Aviación. Con esto, el equipo prescindió de dos de sus figuras, quedando solo Liminha en el club. Coquimbo Unido descendió en la decimoquinta posición con 25 puntos. A pesar de los 17 goles que convirtió el brasileño durante el torneo, los piratas no pudieron mantenerse en Primera División. 
En el campeonato de Segunda División de Chile 1981, Coquimbo Unido finalizó en la sexta posición, por lo que clasificó a Liguilla de Promoción de ese año. Sin embargo, solo empató contra Deportes Antofagasta y no pudo vencer aPalestino y Deportes Iquique, permaneciendo en la categoría de plata.   En tanto, en 1982, terminó en la décima posición, sin opción de acceder a la liguilla. 
En 1983, ascendió junto a su archirrival Deportes La Serena en la Liguilla de Promoción. Sin embargo, en 1984 volvería a descender, logrando solo cuatro triunfos durante el torneo y terminando último en la Zona Sur. 
En los años posteriores los piratas realizaron buenas campañas, clasificando a la Liguilla de Ascenso en 1986, 1988 y 1989, pero sin conseguir el objetivo final. Ya en 1990, Coquimbo Unido contrató al entrenador campeón de la campaña de 1977, Ramón Climent, con el objetivo de volver a Primera División, sin embargo, es cesado de su cargo, asumiendo José Sulantay. Con Sulantay, los aurinegros conseguieron el ansiado retorno el 12 de enero de 1991, al vencer por 3-2 a Deportes Antofagasta en el Estadio Francisco Sánchez Rumoroso, con tres goles de Juan Carlos Araya. Posteriormente, con el ascenso ya asegurado, Coquimbo Unido enfrentó una definición por el título del torneo contra Provincial Osorno, empatando 0-0 como local y cayendo por 1-0 como visita. 

### La estadía más larga en Primera División (1991-2007)
En su vuelta a Primera División, los aurinegros alcanzaron el subcampeonato con 39 puntos, a cinco del entonces campeón de la Copa Libertadores,Colo-Colo, para así conseguir el mayor logro de Coquimbo Unido, la única participación de un club de la Cuarta Región en la máxima competición a nivel sudamericano. En dicho torneo compartió grupo con los albos, Universidad Católica, San Lorenzo y Newell's Old Boys, quedando últimos con tres puntos. Ese plantel estaba conformado por Pedro González, Cristián Olguín, Orlando Mondaca, los argentinos Víctor Hugo Amatti, Rubén Tanucci, Roberto Corro y el brasileño Ronaldo Moraes, entre otros. 
El campeonato 1992, sin embargo, no fue igual de exitoso para los piratas que la temporada anterior, acabando en el décimo lugar. José Sulantay dejó el equipo antes del inicio del torneo nacional, siendo reemplazado por Jorge Luis Siviero. 
Durante los dos años siguientes el conjunto pirata tuvo que enfrentarse al miedo de perder la categoría, teniendo que jugar la Liguilla de Promoción en ambas ocasiones. En 1993, logró la permanencia en una liguilla que se jugó entre cuatro equipos y que además se disputó en el Francisco Sánchez Rumoroso, venciendo a Deportes Melipilla y empatando con Deportes Arica y Regional Atacama. En tanto, en 1994 salvó la categoría contra Colchagua con un global de 4-2.  
En 1995, 1996 y los dos torneos cortos del 1997, Coquimbo Unido se mantuvo en la medianía de la tabla.  Por el club pasaron jugadores de vasta trayectoria, como José Daniel Ponce y Oscar Román Acosta.  Sin embargo, durante 1998, el cuadro pirata realizó una peor campaña que en años anteriores, teniendo que disputar la Liguilla de Promoción, donde venció a la Unión Española por un global de 7-4, destacando el triunfo en la ida por 6-1 en calidad de visitante. 
En 1999, el equipo coquimbano realizó otra irregular campaña, donde pasaron cuatro entrenadores por el banco pirata durante ese año: Ángel Celoria, el interinato de Sergio Cortés, Manuel Rodríguez Araneda y Fernando Cavalleri. Es con este último entrenador que logran salvarse de caer a la Primera B, durante la Liguilla de Descenso.  En 2000, Cavalleri siguió en la dirección técnica de los piratas, quedando en la undécima posición, mientras que en 2001, con el retorno de José Sulantay, los piratas terminaron en la décima ubicación.  
Para la temporada 2002, el campeonato chileno cambió de formato, incorporando una fase de play-offs. Los piratas quedaron eliminados en ambos torneos en la ronda eliminatoria, cayendo ante Palestino en el Apertura y contra Universidad Católica en el Clausura. 
Durante el 2003, los aurinegros, dirigidos por José Sulantay, realizaron una campaña negativa tanto en el Apertura como en el Clausura, alcanzando un 18,8% de rendimiento en ambos campeonatos.  Por ello, en la temporada 2004, Raúl Toro asumió la dirección técnica de Coquimbo Unido.  Con dicho entrenador, los piratas dejan de lado la mala campaña del año pasado, quedando segundos de su grupo en el Apertura y cayendo en la ronda eliminatoria contra Huachipato, mientras que en el Clausura lograron el primer lugar de su grupo y perdieron en la misma ronda, esta vez contra Colo-Colo.
En 2005, el club se instaló en la final del Torneo de Apertura, eliminando a Everton en el repechaje, a Cobreloa en cuartos de final y a Huachipato en semifinales. En la final disputó el trofeo contra Unión Española. En la ida jugada en el Estadio Santa Laura, los hispanos vencieron por 1-0 y en la vuelta jugada en Coquimbo, Unión ganó 3-2 quedándose con el título de campeones de Primera División. El plantel pirata tenía en sus filas a Luis Corvalán, Héctor Robles, Alí Manouchehri, Marcelo Corrales, Miguel Ángel Romero, Carlos Bechtholdt y Carlos Carmona, como principales figuras, todos dirigidos técnicamente por Raúl Toro. Sin embargo, para el Clausura 2005 los aurinegros no pudieron repetir el buen rendimiento, quedando últimos del torneo, sin posibilidades de acceder a play-offs y con el técnico Raúl Toro renunciando al club tras la derrota contra Huachipato en la fecha 16. 
En 2006, Coquimbo Unido inició la temporada siendo dirigido por Jorge Díaz, terminando el Torneo de Apertura sin clasificar a play-offs, al acumular tres victorias, ocho empates y siete derrotas. La mala campaña continuó en el Clausura, por lo que el DT Jorge Díaz fue despedido en agosto de ese año. En su reemplazo, asumieron el cargo la dupla técnica conformada por Sergio Cortés y Francisco Varela, salvándose del descenso y además clasificando a play-offs, donde los piratas fueron eliminados por O'Higgins por un global de 2-1. 

### El descenso y estancia en la Primera B (2007-2018)
En 2007, Coquimbo Unido realizó una mala campaña durante los torneos de Apertura y Clausura, con tres técnicos distintos durante el año.  El 4 de noviembre, Deportes Puerto Montt empató 1-1 con Deportes Antofagasta en el Estadio Municipal de La Pintana, lo que hizo que Coquimbo Unido, que además tenía fecha libre, se quedara sin posibilidad de alcanzar al equipo sureño, que a esa altura sumaba 31 puntos, mientras que los aurinegros solo 24, con solo dos jornadas para que se terminara el campeonato. Esto hizo que Coquimbo Unido descendiera de manera directa a la Primera B, volviendo a la segunda categoría después de 16 años. 
El año 2008, el club accedió a la final por el subcampeonato de la Primera B de ese año, que definía al segundo equipo ascendido a Primera División. Enfrentó a Deportes Iquique, cayendo en el partido de vuelta en el Estadio La Pampilla, encuentro que se definió en tanda de penales.  Luego de perder la final, la última opción para ascender fue jugar la liguilla de promoción con Universidad de Concepción, perdiendo los dos partidos por 2-0 y 3-1. 
Para el 2009, el equipo dirigido por Víctor Milanese Comisso buscó tomarse revancha de las derrotas en instancias finales del año anterior. Para eso, contrató a experimentados jugadores, como Miguel Ángel Romero, Carlos Tejas y Luis Fuentes, sumado a la llegada de Juan Quiroga en el segundo semestre.  Sin embargo, tras un inicio positivo de torneo, Coquimbo sumó seis partidos consecutivos sin ganar, siendo despedido Milanese Comisso en la derrota contra Deportes Copiapó, equipo que en ese momento era el colista y que no había sumado victorias.  En su reemplazo llegó Gustavo Huerta, quien tampoco terminó el torneo en la banca pirata, ya que renunció en agosto de ese año, terminando el campeonato Orlando Mondaca como técnico aurinegro.  Finalmente, Coquimbo Unido acabó el torneo en la quinta posición de la tabla general, sin la posibilidad de pelear un cupo por un ascenso.
Al año siguiente, Coquimbo no realizó una buena campaña en Primera B, sumando tres derrotas seguidas en el inicio de torneo. Por esto, Orlando Mondaca fue desvinculado, asumiendo en su reemplazo el histórico José Sulantay.  Los piratas finalizaron el torneo en la penúltima posición de la Zona Norte, solo por detrás de Deportes Copiapó.
Durante 2011 y 2012 el cuadro pirata tampoco tuvo posibilidades de ascenso, quedando en ambos años octavos en la tabla general. En esta época llega al club Mario Pierani, quien fue el goleador del Torneo de Clausura 2012.
En el torneo de Transición 2013 el equipo dirigido por Luis Musrri termina la fase regular en el primer lugar de la Zona Norte, sin embargo, ve frustrada su opción de subir a Primera División al ser derrotados ante la Universidad de Concepción en play-offs. 
Para la temporada 2013-2014 de la Primera B, Coquimbo Unido es dirigido nuevamente por Luis Musrri, quien deja su cargo en septiembre de ese año debido a los malos resultados en el Torneo Apertura 2013, en meses que además estuvieron convulsionados a raíz de amenazas en contra del DT. En su reemplazo, llegó Carlos Rojas a hacerse cargo de la banca pirata. 
Con Rojas como entrenador, Coquimbo Unido logra salir campeón del Torneo de Clausura 2014. Además, en ese torneo, el 19 de enero de 2014 se produce la goleada más abultada en la historia del Clásico de la Región de Coquimbo, con los piratas venciendo por 4-0 a los granates con dobletes de Pablo Parra y Cristián "La Nona" Muñoz.  Finalmente, los aurinegros son derrotados por San Luis de Quillota en penales en la Liguilla por el segundo ascenso, por lo que se mantuvieron una temporada más en Primera B. 
Para el siguiente semestre, los piratas sufrieron un éxodo masivo de jugadores, dejando el club David Reyes, Luis Fuentes, Alí Manouchehri, Juan Grabowski, Cristián Muñoz, Juan Pablo Miño, Gamadiel García, Pablo Parra, Óscar Salinas y Mario Pierani, entre otros. A esto se sumó la salida del técnico Carlos Rojas, que fue reemplazado por Jaime Muñoz, técnico que a la postre terminaría saliendo por los malos resultados, con la escuadra coquimbana en la penúltima posición.   Víctor Hugo Castañeda asumió el cargo y Coquimbo se mantuvo en dicha posición, solo con el descendido Lota Schwager debajo del equipo en la tabla.
Durante la temporada 2015-16, Coquimbo Unido estuvo las primeras 17 jornadas del torneo sin ganar. El técnico Víctor Hugo Castañeda fue despedido en la fecha 10.  Luego de un breve interinato de Jorge Cerino, Juan José Ribera asumió el cargo.  Con el nuevo técnico, Coquimbo Unido volvió al triunfo en la fecha 18 al derrotar 3-1 a Santiago Morning. Finalmente, el conjunto pirata salvó la categoría en la última jornada del torneo, tras derrotar a Barnechea en el Francisco Sánchez Rumoroso por 4-2. 
Juan José Ribera se mantuvo para el siguiente torneo, donde los aurinegros terminaron terceros, sin posibilidades de ascender. Para el Transición 2017, Patricio Graff asume el cargo de DT, terminando el campeonato en la cuarta posición. 

### Temporada 2018: Ascenso a Primera División
Los aurinegros no arrancaron el campeonato con grandes resultados, ya que en las cuatro primeras fechas apenas consiguieron 3 puntos, tras ganar de visita a Deportes Copiapó y caer contra Magallanes en San Bernardo y ante su clásico rival Deportes La Serena en La Portada. En paralelo, acumularon un partido pendiente contra Barnechea ante la falta de estadio, ya que el pasto estaba siendo resembrado de cara a la Copa América Femenina 2018. 
En las dos siguientes fechas los aurinegros sumaron triunfos ante Cobreloa (2-0) y luego de visita ante Deportes Puerto Montt (2-1), para luego en la fecha 7 empatar 1-1, otra vez en calidad de visita, ante Deportes Valdivia. Las fechas 8 y 9 serían para el olvido para Coquimbo Unido, tras perder sorpresivamente de local ante Rangers por 3-2 y de visita ante Cobresal por 2-0. Sin embargo, en las fechas 10, 11 y 12 lograron tres victorias consecutivas, tras golear de local a Santiago Wanderers 4-1, vencer de visita a Ñublense 2-1 y derrotar de local a Unión San Felipe por 1-0.
En la fecha 13 Coquimbo volvería a caer, esta vez de visita ante Santiago Morning por 2-1, pero en la fecha siguiente venció de local a Deportes Melipilla por el mismo resultado, en un partido que se jugó sin público debido a incidentes en el encuentro ante Santiago Wanderers.  En la fecha 15, los piratas ganan como visita a San Marcos de Arica por 2-0, quedando aún el partido pendiente de la fecha 3 contra Barnechea. Disputado dicho encuentro contra los huaicocheros, en que Coquimbo Unido se impuso por 2-1 con dos goles en los descuentos de Álvaro Delgado, la escuadra pirata quedó a un solo punto del entonces líder del torneo Cobresal. 
Los piratas comenzaron la segunda rueda ganando de local a Ñublense 1-0, alcanzando el liderato por primera vez en el campeonato. Sin embargo, perderían de visita en la fecha siguiente contra Santiago Wanderers 2-0. Los aurinegros resultaron triunfantes en las fechas 18 y 19, primero venciendo de local y agónicamente a Deportes Copiapó por 2-1 y luego de visita ante Barnechea 4-2. En la fecha 20 se enfrentaría de local a su clásico rival Deportes La Serena, para derrotarlo por 2-1.
En la fecha 21 los piratas lograrían rescatar un importante punto jugando de visita, ya que tras ir cayendo por 2-0 ante Cobreloa de visita, consiguieron empatar el partido con anotaciones de Yashir Islame y Rodrigo Holgado. Esto evitando que Cobreloa, uno de los más cercanos competidores de Coquimbo Unido por el ascenso directo, se acercara en la tabla. 
En la fecha 22 le ganaría de local a Magallanes por la cuenta mínima, y en la fecha siguiente, otra vez de local, empataría 1-1 con Cobresal, su máximo perseguidor. En la fecha 24 gana de visita ante Rangers por 1-0 y en la fecha 25 tendría otro partido importante: de local ante Deportes Valdivia. Los visitantes anotaron el primer gol a los 9 minutos, mientras que los aurinegros no pudieron empatar hasta los 90+2', cuando Rodrigo Holgado vía lanzamiento penal marcó el 1-1 final. 
En las siguientes dos fechas Coquimbo Unido cedió puntos, tras perder de visita ante Unión San Felipe 4-3 y luego empatar 0-0 de local ante Santiago Morning. En la fecha 28 Coquimbo vapuleó de local a San Marcos de Arica con un 4-0. Con este resultado, Coquimbo Unido llegó al siguiente partido con la posibilidad de consagrarse campeones del torneo, sin embargo, solo conseguirían un empate 0-0 contra Deportes Melipilla en el Estadio Bicentenario de La Florida.   
El 4 de noviembre de 2018, Coquimbo Unido venció por 1-0 a Deportes Puerto Montt con gol a los 14 minutos de Rodrigo Holgado. De la mano del argentino Patricio Graff, el cuadro pirata obtuvo la primera posición de la Primera B 2018, retornando a la máxima categoría del balompié nacional tras 11 años jugando en la Primera B. En el torneo fueron claves jugadores como el antes mencionado Rodrigo Holgado, quien además fue el goleador del torneo, el portero Matías Cano, Mario Pardo, Mauricio Yedro, Washington Torres, Yashir Pinto, Kilian Delgado y el regreso de Alí Manouchehri, entre otros, Coquimbo Unido completó una gran campaña en el torneo, liderando sin contrapesos, desde la fecha 16 del torneo hasta la última jornada, pese a las amenazas constantes tanto de Cobresal como de Cobreloa, "El Barbón" obtuvo el título con 57 puntos, gracias a sus 17 victorias, 6 empates y 7 derrotas, logrando su cuarto torneo de Primera B, sumando los de 1962, 1977 y Clausura 2014.

### Temporada 2019: Vuelta a Primera División
El día 18 de febrero, Coquimbo Unido da el golpe del mercado chileno al anunciar la contratación del goleador ex Universidad de Chile, Mauricio Pinilla.  Además, se anunció que Patricio Graff continuaría como DT, y también las incorporaciones de importantes futbolistas como: Rubén Farfán, Jonathan Benítez, Diego Oyarzún, Fernando Cornejo, Jean Paul Pineda, Nicolás Berardo, John Salas, Cristián Canío, entre otros.
El día 15 de febrero, Coquimbo Unido regresó a la Primera División perdiendo de local 1-2 ante la Universidad Católica en la fecha 1 del Campeonato 2019, en un partido marcado por el gol olímpico de Jaime Soto.  Luego, empató de visita 0-0 ante Curicó Unido y en la siguiente fecha goleó de local a Everton por un contundente 4-0. Sin embargo, en las 3 fechas siguientes, perdió ante O'Higgins por 2-0 e igualó ante Unión La Calera 1-1 y contra Huachipato 0-0.
En la fecha 7 derrotó de local por 2 goles a 0 a Colo-Colo, ante 14.420 espectadores.  Sin embargo, en la fecha siguiente cae a manos de Audax Italiano por 2 a 0 en La Florida. En la fecha 9 consigue su primera victoria como visitante en el torneo tras imponerse por la mínima ante Deportes Antofagasta, y en las fechas 10 y 11 enfrentó 2 duelos como local, ante Palestino y Unión Española, empatando a 2 ante los árabes y venciendo por 2-0 a los hispanos. 
En las fechas siguientes consiguió 2 empates a 1 gol, de visita ante la Universidad de Chile y de local ante Deportes Iquique. En tanto, en la fecha 14 recibió su peor goleada de todo el campeonato, tras ser aplastado por Cobresal con un 4-1. Finalmente, cerró la primera rueda con un empate a 2 de local ante la Universidad de Concepción.
La segunda parte del torneo comenzó con una importante victoria a domicilio ante Iquique por la mínima ventaja, además empatar de visita al entonces líder y futuro campeón de ese campeonato, la Universidad Católica, por 1-1. Luego consiguió dos victorias consecutivas, tras derrotar de local a Curicó Unido por 2 a 1 y vencer de visitante a Everton por 0-2. Y para terminar con esta buena racha de partidos, empató de local ante la "U" por 2-2.
Tras seis partidos sin derrotas, Palestino se encargó de vencer a los aurinegros con un marcador de 2 a 0. Luego, Coquimbo Unido empató de local ante Deportes Antofagasta por 1-1 y derrotó, otra vez de local a Audax Italiano por la mínima. Su último partido de esta temporada ocurrió en la fecha 24, cuando la Unión Española los venció por 3-1; puesto que el campeonato no finalizó debido al Estallido social.
El torneo quedó inconcluso, alcanzando los piratas a disputar 24 fechas, y quedándose con 6 partidos por disputar. Los aurinegros sumaron 34 puntos, producto de 8 victorias, 10 empates y 6 derrotas, finalizando el campeonato en la 5ª posición y clasificando por primera vez a Copa Sudamericana.

### Temporada 2020: Histórica Copa Sudamericana y nuevo descenso
En su primera participación en este torneo, disputó la primera ronda contra Aragua, derrotándolo con un marcador global de 3-1 (3-0 en el Francisco Sánchez Rumoroso y 0-1 en Caracas), accediendo a una segunda fase de un torneo internacional por primera vez en su historia. En la segunda ronda se enfrentó a otro equipo venezolano: Estudiantes de Mérida, para volver a ganar por global 5-0 (3-0 en Chile y 2-0 en Venezuela), consiguiendo su primera victoria como visitante en torneos internacionales. 
En octavos de final derrotó a Sport Huancayo, donde los piratas se impusieron en Perú por 2-0, tras empatar sin goles en Coquimbo. En cuartos de final jugó contra Junior de Barranquilla. En Colombia, Coquimbo Unido hace historia y vence a los colombianos por 2-1, mientras que en Chile pierden por 0-1, pero pasan a semifinales debido a los goles de visitante. 
En la semifinal Coquimbo se enfrenta a Defensa y Justicia, sin embargo, el Estadio Francisco Sánchez Rumoroso es inhabilitado por la CONMEBOL debido a un presunto incumplimiento de los protocolos sanitarios.  Por este motivo, el duelo se jugaría en el Estadio Nacional de Chile, sin embargo, ante los casos de COVID-19 de la visita, el encuentro fue suspendido y reprogramado para jugarse en el Estadio Manuel Ferreira en Paraguay. La ida terminó 0-0. En tanto, en el duelo de vuelta, Defensa y Justicia se impuso por 4-2, poniendo fin a una histórica campaña para los Piratas, liderados por el DT Juan José Ribera.
Tras esto, Coquimbo quedó con varios partidos pendientes por el Torneo Nacional 2020 (que finalizó en 2021 debido a la crisis sanitaria), jugando seis de dichos encuentros en un período de 16 días, algo que generó disgusto dentro del club.  Tras 9 victorias, 8 empates y 17 derrotas, sumó 35 puntos, que los dejó en el último puesto (18°) de la clasificación. Finalmente, en la última fecha, tras empatar a 2 tantos con Palestino, descendió a la Primera B 2021.

### Temporada 2021: Copa Chile histórica y segundo título en tres años
Después del descenso, el técnico Juan José Ribera dejó el club, siendo reemplazado por Héctor Tapia. A su vez, Coquimbo vuelve a sorprender tras anunciar la contratación de Esteban Paredes, Jean Beausejour y Carlos Carmona, mundialistas con la selección chilena. Luego, en el inicio de la segunda rueda, se anunció el fichaje de Rodrigo Millar, quien también disputó una Copa del Mundo.   
Tras la suspensión de la Copa Chile en 2020 debido a la pandemia, en 2021 se volvió a disputar, con Coquimbo Unido cumpliendo una gran participación en el certamen. En la primera ronda, los aurinegros enfrentaron a Rodelindo Román, avanzando a la siguiente fase por 1-0, en partido único. En la segunda ronda jugó ante Deportes Antofagasta y tras empatar en la ida 0-0 como visitante, los piratas ganaron por la mínima en el Sánchez Rumoroso, accediendo a octavos de final. En esa instancia, derrotó a Rangers de Talca con un global de 1-0. En cuartos de final, enfrentó aFernández Vial. Coquimbo los derrotó 3-0 en el global. Hasta ese momento los aurinegros no habían recibido goles en toda la competencia y además, al avanzar a semifinales, se convertía en su mejor participación histórica en Copa Chile. Sin embargo, en la ronda de los cuatro mejores enfrentó a Everton de Viña del Mar, perdiendo en la ida como visita por 2-1 y empatando en la vuelta 0-0, quedando eliminados de la Copa.
Además de la Copa Chile, los piratas afrontaron el torneo de Primera B con la presión de volver a Primera División lo antes posible. Coquimbo no pudo jugar de local en el Francisco Sánchez Rumoroso hasta la fecha 10, ya que el césped del recinto no se encontraba en condiciones para ser utilizado. 
Coquimbo inició el torneo con el pie derecho, tras derrotar en las dos primeras fechas a Deportes Iquique (3-2) y Barnechea (1-0). Luego, en la fecha 3, el barbón recibió a Magallanes en el Estadio Elías Figueroa Brander, en un partido que terminó empatado 1-1.  En la fecha 4 volvería a empatar por el mismo resultado, esta vez ante Cobreloa en Calama.
En las fechas 5, 6 y 7 lograría 3 victorias consecutivas, primero de local ante la Universidad de Concepción por 1-0, luego la victoria de visita por 7-1 ante Deportes Santa Cruz y finalmente, el triunfo por la mínima ante San Marcos de Arica.
Luego, vendría una racha de 7 partidos sin poder ganar, sumando empates contra Deportes Copiapó (0-0), Deportes Puerto Montt (0-0), Deportes Temuco (1-1), Rangers de Talca (1-1) y Unión San Felipe (1-1), además de derrotas contra Santiago Morning (0-3) y el entonces colista San Luis de Quillota (0-1).  En la fecha 15 acabarían con esta mala racha, tras imponerse de local a Fernández Vial por 1-0, cerrando así la primera rueda.
En la fecha 16, con el regreso del público a los estadios, Coquimbo Unido se impuso de local contra Deportes Iquique por 3-1. En las 2 fechas siguientes los piratas volvieron a empatar, primero de local ante Barnechea por 1-1 y de visita ante Magallanes por 0-0. Luego, le ganó de local a Cobreloa por 2-1 y posteriormente conseguiría una victoria de visita ante la Universidad de Concepción por 1-0. En las fechas 21 y 22 empató de local ante Santa Cruz y de visita ante San Marcos de Arica, ambos 0-0.
En la fecha 23 cae ante Copiapó por 2 tantos a 1. En las fechas 24 y 25 consigue 2 victorias importantes ante dos rivales directos, primero de local ante Santiago Morning por 2-1, de manera agónica, con Leandro Garate convirtiendo el gol de la victoria en el minuto 87 y de visita ante Puerto Montt por 3-1.  
En las siguientes fechas, suma empates contra Deportes Temuco (1-1) y San Luis (0-0), además de una victoria contra Rangers (1-0). Ya en la penúltima jornada, recibe a Unión San Felipe jugando en simultáneo con Santiago Morning, equipo que también peleaba por el ascenso. Coquimbo se impuso con un contundente 4-1, mientras que el Chago no pudo ganarle a Fernández Vial, con un penal desperdiciado en los descuentos. Con estos resultados, Coquimbo tenía la posibilidad de ser campeón en la última fecha. 
El 13 de noviembre de 2021, los piratas enfrentaron a Fernández Vial en el Estadio Ester Roa de Concepción. El equipo local se adelantó en el minuto 38, pero Coquimbo Unido reaccionó, dando vuelta al marcador con goles de Esteban Paredes (75') y Leandro Garate (90+2'). Con este resultado, los filibusteros lograron consagrarse campeones del torneo y ascender a la Primera División. 

### Temporada 2022: La épica salvación
Para su retorno a Primera División, Coquimbo Unido contrata nuevamente a un mundialista: Gonzalo Jara, sumado a la llegada del arquero uruguayo Rodrigo Formento, los delanteros César Huanca y Álvaro Ramos, entre otros, y los retornos de Joe Abrigo, Rubén Farfán, Felipe Villagrán, Nicolás Berardo y Víctor González Chang. Además, se anunció el regreso del técnico Patricio Graff.
Los piratas comenzaron el torneo con dos derrotas, tras perder de local contra la Universidad Católica (2-3), en un partido en el que estuvieron 2-0 arriba y luego de visita contra Everton por 2-0. En las siguientes dos fechas consiguieron dos empates, ante Palestino (2-2) y contra su clásico rival Deportes La Serena (1-1).
En la fecha 5 los aurinegros consiguieron sus primeros tres puntos tras derrotar de local a Deportes Antofagasta por 3-2, sin embargo, en la jornada siguiente volvieron a caer, esta vez ante Ñublense por 1-0. Luego caerían de visita ante O'Higgins y Cobresal, ambos por 2 goles a 1. Pero en la fecha 9 conseguirían su segunda victoria del año, tras derrotar de local por la mínima a la Universidad de Chile.
Tras empatar a domicilio ante Audax Italiano por 1-1, lograron una luchada victoria de local ante Unión La Calera, revirtiendo un 0-2 en contra y ganando por 3 a 2. Sin embargo, en la fecha siguiente fueron derrotados, otra vez de local, a manos de Huachipato por 1-2. Terminaron la primera rueda de mala manera, ya que en las últimas 3 fechas recibieron 3 goleadas, cayendo ante Colo-Colo (0-4), Unión Española (2-4) y Curicó Unido (0-3).
Tras lo hecho en la primera fracción del torneo, Coquimbo finalizó en zona de descenso directo, por lo que sumó tres incorporaciones para zafar de aquella posición: el retorno de Sebastián Galani, Ignacio Jeraldino y el internacional con la selección de Guatemala, Gerardo Gordillo.  No obstante, la segunda rueda del campeonato no comenzó bien, tras caer de visita ante la UC por 2-0 y empatar 1-1 ante Everton. No conforme con eso, en la fecha 18, en su visita a La Cisterna cayeron por 5-1 contra Palestino.
En la fecha siguiente vencieron en el Sánchez Rumoroso a Deportes La Serena, teniendo que sumar obligatoriamente 3 puntos ante su clásico rival, cosa que consiguieron, derrotando por 2 a 0 a los granates, que también se complicaron en la zona baja de la tabla. Sin embargo, en la fecha siguiente volvieron a perder, de visita y ante un rival directo como Deportes Antofagasta por 2-1. Tras esto, se oficializó la salida de Patricio Graff de la banca pirata, siendo reemplazado por Fernando Díaz.   
En el primer partido de Fernando Díaz en la banca del barbón, cayeron de visita ante Ñublense por 2 a 1. Luego, en su debut como local, derrotaron a Cobresal por 3-1. Sin embargo, en otro partido importante como locales, perdieron ante O'Higgins por 1-0.
En la fecha 24 visitaban a una muy necesitada Universidad de Chile, en lo que sería una "final" para ambos equipos, sin embargo, el encuentro fue opaco, con los dos equipos sin generar peligro en las áreas rivales. El partido finalizó sin goles, resultado desfavorable para ambos.  En las posteriores dos jornadas caerían ante Audax (0-1) y Unión La Calera (0-2). Sin embargo, en el siguiente encuentro consiguió una esperanzadora victoria de visita ante Huachipato por 0-1, logrando su primer triunfo como forastero en todo el campeonato. 
Para la siguiente fecha, Coquimbo Unido enfrentó a Colo-Colo en el Francisco Sánchez Rumoroso, con los albos llevándose la victoria y además consagrándose campeones del torneo.  A falta de 2 jornadas para terminar el campeonato, los equipos con riesgos de descender eran Coquimbo Unido, Deportes La Serena y Deportes Antofagasta. En la fecha 29, los aurinegros vencieron a la Unión Española por 3-1 en el Estadio Santa Laura, mientras que los antofagastinos perdieron 3-0 contra Everton y los granates derrotaron a Unión La Calera por 2-1. Ante esto, todo se tenía que definir en la última fecha.
En la jornada decisiva, Coquimbo recibió a Curicó, Antofagasta haría lo propio ante la Universidad Católica y La Serena visitó al Audax Italiano. Terminado el primer tiempo, los itálicos derrotaban por 2-0 a La Serena, la UC vencía a los pumas por la mínima, mientras que los piratas seguían con el marcador a cero. Finalmente, el encuentro terminó empatado a 1 gol, mientras que tanto Deportes Antofagasta como Deportes La Serena perdieron sus partidos, Coquimbo escaló hasta el puesto 14° y se salvó milagrosamente del descenso.

### 2023: Segunda clasificación a Sudamericana
Para 2023 el elenco pirata tuvo que reforzarse de buena manera para no repetir lo hecho el año 2022; por ende, incorporó a futbolistas de gran renombre, tales como los porteros Diego "Mono" Sánchez y Miguel Pinto, los defensores argentinos Salvador Sánchez, Bruno Cabrera y Juan Cornejo, los medios Dylan Glaby y Luciano Cabral y el delantero Javier Parraguez, además del retorno del goleador aurinegro en 2018, Rodrigo Holgado.
En la pretemporada se disputó la Copa de Verano Coquimbo 2023, misma en el que participó el cuadro filibustero, la "U" y Rosario Central de Argentina. Coquimbo derrotó 2-0 a los azules y 2-1 a los trasandinos, quedándose así con el primer lugar del triangular y proclamándose campeón de la primera edición de este torneo.
De la mano del Nano Díaz, Coquimbo hizo un gran primer semestre, terminando en la 3° ubicación y derrotando a los 3 grandes Colo Colo, Universidad de Chile y Universidad Católica en una sola rueda, algo pocas veces visto en el campeonato chileno.
Sin embargo, un irregular arranque de la segunda parte del año, no consiguiendo un triunfo en 7 fechas (desde la 17 hasta la 23), provocó que fuera relegado al 8° lugar. Finalmente, tras reafirmarse en las últimas 7 jornadas, el barbón sumó 47 puntos, finalizando el torneo en la 5ª posición, producto de 14 victorias, 5 empates y 11 derrotas, lo que le valió clasificar por segunda vez en su historia a la Copa Sudamericana.

## Administración

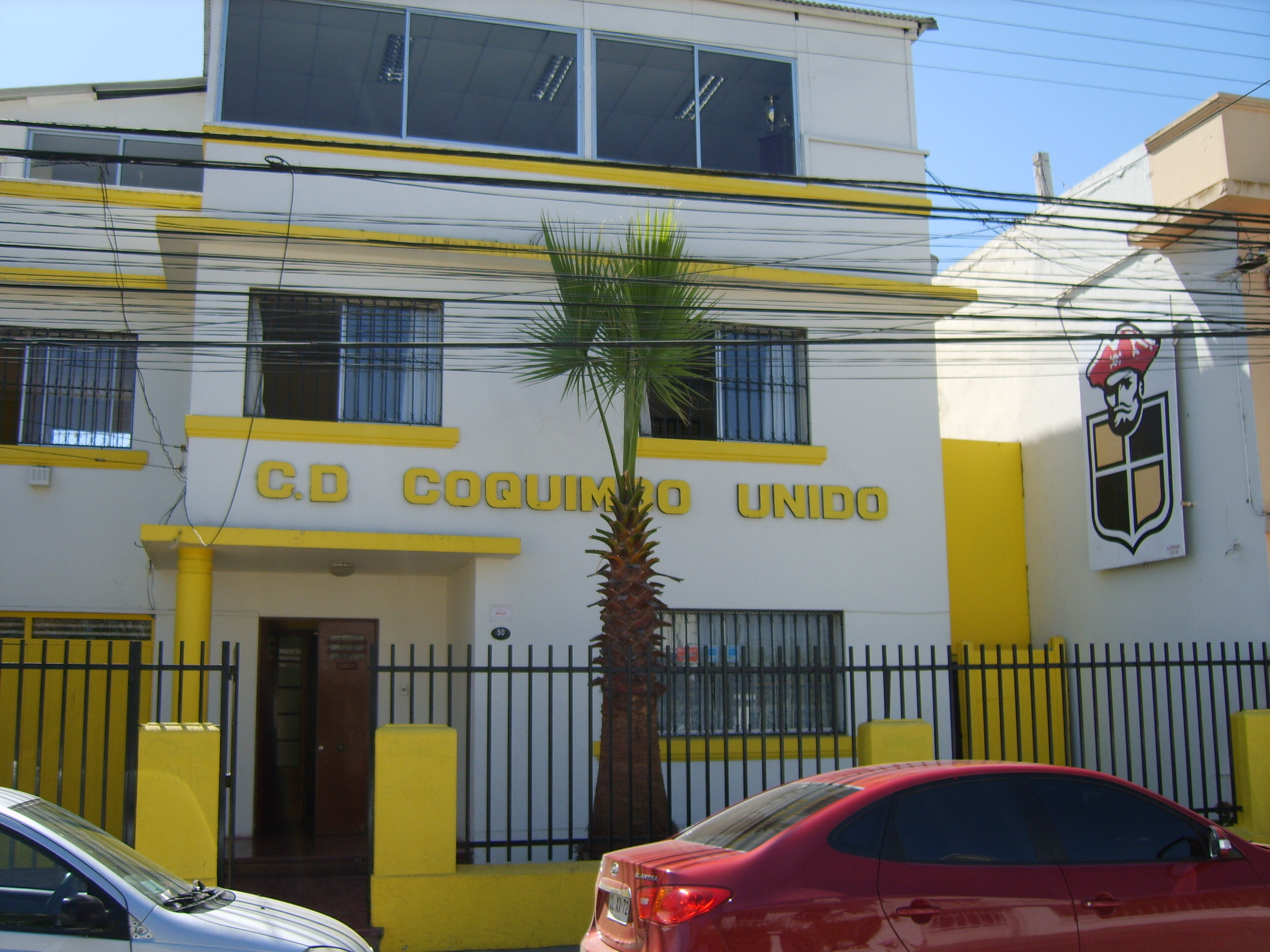
Sede de Coquimbo Unido.

### Presidentes
| - 1958-1962: Manuel Araya - 1963-1965: Eduardo Pizarro - 1966-1967: Francisco Sánchez Alen - 1970-1970: Elier Tabilo - 1971-1975: Héctor González - 1976 : Gustavo Camelio - 1977 : Carlos Pérez - 1977 : Patricio Zepeda - 1978-1980: Miguel Bauzá - 1981-1982: Ricardo Larraguibel - 1982 : Eugenio Court |  | - 1982 : Guillermo Ehler - 1983 : Patricio Zepeda - 1984 : Carlos Barceló - 1985-1987: Miguel Bauzá - 1988 : Rafael Morey - 1988 : Pablo Mauad - 1989 : Mario Araya - 1990 : Hugo Lewellyn - 1991 : Omar Yáñez - 1992-1993: Guillermo Campos - 1994-1996: Miguel Bauzá |  | - 1996-1998: Lorenzo Iduya - 1999 : Guillermo Campos - 2001 : Hugo Lewellyn - 2001 : Guillermo Campos - 2002-2004: Eduardo Crovetto - 2005-2005: Rafael Morey - 2006 : Jorge Contador - 2007-2009: Miguel Bauzá - 2009-2016: Fernando Sánchez Acevedo - 2016- : Jorge Contador |

## Escudo
La primera referencia de un escudo de Coquimbo Unido data del año 1959, a través de una fotografía del plantel de ese mismo año, donde el arquero Eric Ignamarca en su tricota de arquero portaba dicho escudo. El diseño es muy similar a la camiseta original: mitad negro y mitad amarillo, con las iniciales “C” en el lado superior de color amarillo y la letra “U” en el lado negro.
El segundo escudo, con el pirata, aparece en el año 1962, aunque muy distinto al que se utiliza en la actualidad. Aparecido en un banderín que hace referencia al ascenso del cuadro aurinegro, se observa por primera vez al pirata. Francisco Balanda, director fundador del cuadro coquimbano, cuenta que la historia del pirata como escudo oficial, nació en una reunión del Rotary Club Internacional realizada en Coquimbo. Muchos directores de ese tiempo pertenecían a esa organización, y al observar uno de los cuadros que adornaban uno de los salones, les llamó la atención un escudo de armas español, donde aparecía un pirata erguido con su pie derecho sobre un baúl del tesoro. Esa imagen quedó en la retina de algunos directores y lo relacionaron con las historias de piratas del puerto de Coquimbo, naciendo así la idea de tener a un pirata como escudo oficial de la nueva institución deportiva de Coquimbo.

## Uniforme

La Bandera de San David, patrono de Gales

Los colores amarillo y negro que caracterizan al club desde su fundación tienen su origen en una serie de encuentros protagonizados en el puerto por el once local contra los jugadores de los cruceros británicos HMS Flora y HMS Grafton entre enero y abril del año 1903. Habiendo los coquimbanos derrotado en dos encuentros al Grafton, se enfrentaron en cinco oportunidades al Flora, crucero que había arribado al puerto el 20 de enero de 1903 y cuyo equipo estaba invicto en su paso por Montevideo y Buenos Aires.
Estas camisetas aurinegras fueron vestidas por el seleccionado de Coquimbo en su gira a Santiago en agosto del mismo año, derrotando a seleccionados de la capital en el Parque Cousiño y en la Quinta Normal de Agricultura; y en el año 1912 la Coquimbo Foot-ball Association, previo a un encuentro con un seleccionado de Antofagasta decidió por unanimidad adoptar como uniforme definitivo de los seleccionados de la ciudad las camisetas amarillas y negras a mitades, las mismas que adoptó Coquimbo Unido en su fundación en el año 1957.
| Primer | ver evolución | Actual |

## Estadio

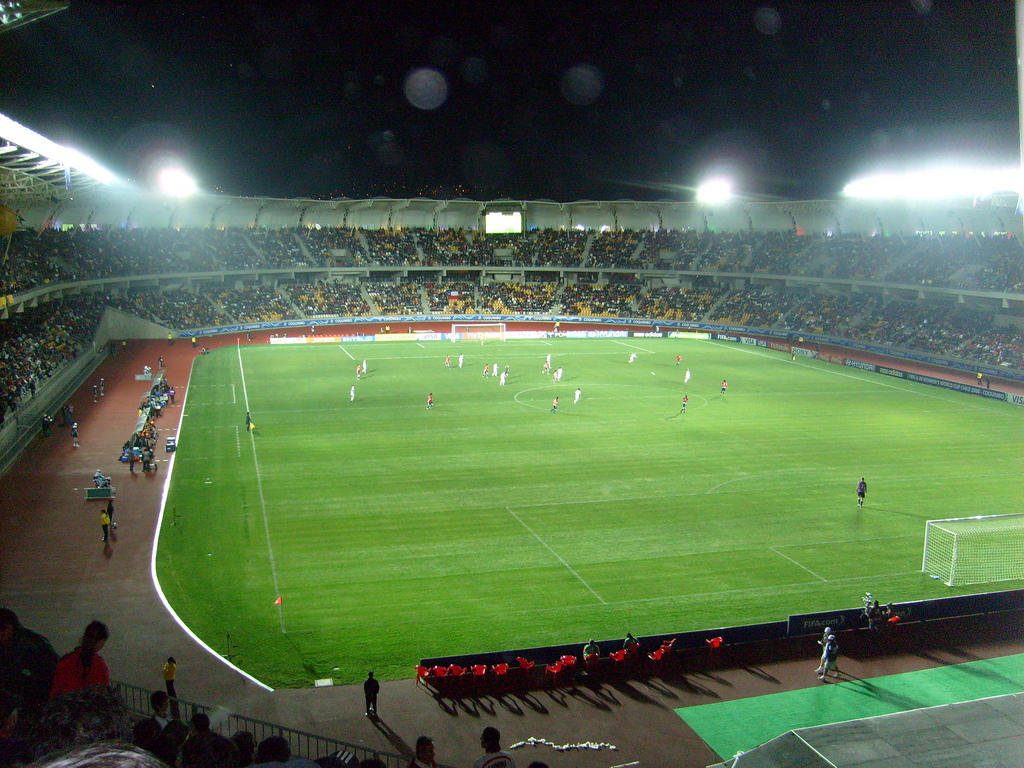
Estadio Bicentenario Francisco Sánchez Rumoroso.

El club ejerce de local en el Estadio Francisco Sánchez Rumoroso, ubicado en el sector de El Llano, de la ciudad de Coquimbo. Es conocido popularmente como "El Coloso del Llano".  Tiene una capacidad para 18 750 espectadores. Este estadio albergó eventos como el Torneo Preolímpico Sudamericano Sub-23 de 2004, la Copa Mundial Femenina de Fútbol Sub-20 de 2008, la Copa Mundial de Fútbol Sub-17 de 2015, la Copa América Femenina 2018 y la Copa Libertadores Sub-20 de 2023. El Estadio Francisco Sánchez Rumoroso de Coquimbo fue inaugurado el 1 de julio de 1970 y desde esa fecha ha sufrido una serie de modificaciones con respecto a su diseño original.
La modificación más importante fue la realizada en diciembre de 2007, cuando el estadio cerró sus puertas para someterse a una renovación integral con miras a la Copa Mundial Femenina Sub-20 a realizarse el año siguiente. 
El estadio alternativo del club es el Estadio La Pampilla, con capacidad para 4000 espectadores y que fue inaugurado en 2008. Aunque fue utilizado principalmente durante la remodelación del Francisco Sánchez Rumoroso, en años posteriores se ha vuelto a utilizar el recinto en ocasiones que el estadio principal está en mantenimiento.

## Datos del club
- Temporadas en Primera División: 29 (1963-1965; 1978-1980; 1984; 1991-2007; 2019-2020; 2022-)
- Temporadas en Primera División B: 36 (1959-1962; 1966-1974; 1976-1977; 1981-1983; 1985-1990; 2008-2018; 2021)
- Temporadas en la Asociación de origen: 1 (1975)
- Participaciones Internacionales: 
  - Copa Libertadores de América (Primera fase): 1 (1992)
  - Copa Sudamericana: (Semifinal) 1 (2020) - Fase grupos (2024)
- Mayor goleada conseguida:
  - En campeonatos nacionales: Coquimbo Unido 6:0 Cobresal (1999)
  - En torneos internacionales: Coquimbo Unido 3:0 Aragua y Coquimbo Unido 3:0 Estudiantes de Mérida (Copa Sudamericana 2020)
- Mayor goleada recibida:
  - En campeonatos nacionales: Cobreloa 9:1 Coquimbo Unido (1999)
  - En torneos internacionales: Universidad Católica 5:1 Coquimbo Unido (Copa Libertadores 1992)
- Mejor puesto en Primera División: Subcampeón (1991 y Apertura 2005)
- Mejor puesto en Primera División B: Campeón (1962, 1977, 2014, 2018 y 2021)
- Máximo goleador en encuentros oficiales: Eugenio Julio (102 goles)  [102]
- Máximo goleador en primera división: Marcelo Corrales (55 goles)[103]

## Jugadores

### Plantilla 2025
- Por disposición de la Asociación Nacional de Fútbol Profesional (ANFP), los equipos chilenos en la Liga de Primera están limitados a tener en su plantel un máximo de seis futbolistas extranjeros, más un juvenil extranjero inscrito en el fútbol formativo desde el año 2023, pero:
  - Alejandro Camargo posee la doble nacionalidad argentina y chilena.
  - Elvis Hernández posee la doble nacionalidad argentina y chilena.
  - Nahuel Donadell posee la doble nacionalidad argentina y chilena.
  - Manuel Fernández posee la doble nacionalidad uruguaya y chilena.
- Por disposición de la ANFP, el número de las camisetas no puede sobrepasar al número de jugadores inscritos.
- Por disposición de la ANFP, el plantel debe utilizar al menos 1890 minutos a juveniles chilenos nacidos a partir del 1 de enero de 2004.

### Altas 2025
| Jugador           | Posición      | Procedencia          | Tipo                |
| ----------------- | ------------- | -------------------- | ------------------- |
| Gonzalo Flores    | Portero       | Deportes Santa Cruz  | Traspaso            |
| Francisco Salinas | Defensa       | Unión San Felipe     | Préstamo            |
| Lukas Soza        | Defensa       | Deportes Antofagasta | Libre               |
| Salvador Cordero  | Mediocampista | Deportes Antofagasta | Libre               |
| Nahuel Donadell   | Mediocampista | Cobreloa             | Libre               |
| Matías Palavecino | Mediocampista | Belgrano             | Retorno de préstamo |
| Cecilio Waterman  | Delantero     | Alianza Lima         | Libre               |
| Jason Flores      | Delantero     | Deportes Antofagasta | Libre               |
| Alejandro Azócar  | Delantero     | San Marcos           | Traspaso            |
| Felipe Reynero    | Delantero     | Deportes Copiapó     |                     |

### Bajas 2025
| Jugador             | Posición      | Destino              | Tipo            |
| ------------------- | ------------- | -------------------- | --------------- |
| Miguel Pinto        | Portero       | Retiro               |                 |
| Christopher Barrera | Defensa       | Cobresal             | Libre           |
| Salvador Sánchez    | Defensa       | PAS Lamia            | Libre           |
| Dylan Escobar       | Defensa       | Universidad Católica | Préstamo        |
| Ignacio Mesina      | Defensa       | Santiago City        | Libre           |
| Jorge Henríquez     | Mediocampista | Cobresal             | Traspaso        |
| Dylan Glaby         | Mediocampista | Barracas Central     | Préstamo        |
| Juan Manuel Vázquez | Mediocampista | Almirante Brown      | Libre           |
| Diego Plaza         | Mediocampista | San Marcos           | Préstamo        |
| Ignacio Jara        | Mediocampista | Deportes Antofagasta | Libre           |
| Yodilan Cruz        | Mediocampista | Deportes Melipilla   | Fin de préstamo |
| Andrés Chávez       | Delantero     | PAS Lamia            | Libre           |
| Jonatan Bauman      | Delantero     | Atlanta              | Libre           |

## Entrenadores

### Cronología
Los entrenadores interinos aparecen en cursiva.
- Óscar Olivares (1958)
- Santiago Salfate (1959)
- Gustavo Pizarro (1960-1961)
- Lincoyán Neira (1961)
- Fidel Cuiña (1962)
- Óscar Olivares (1962)
- Francisco Molina (1963-1964)
- Ramón Guiñazu (1965)
- Raúl Pino (1966)
- Daniel Torres (1967)
- Fidel Cuiña (1967)
- Jorge Casanova (1968)
- Luis Santibáñez (1969)
- Eduardo Novoa (1970)
- Dante Pesce (1970)
- Jorge Venegas (1971)
- Enrique Hormazábal (1976)
- Óscar Olivares (1976)
- Pedro Cruces (1976)
- Ramón Climent (1977)
- Sasha Mitjaew (1978)
- Luis Álamos (1978)
- José Sulantay (1978)
- Luis Ibarra (1978-1979)
- Ramón Climent (1979)
- Néstor Isella (1979)
- José Sulantay (1980-1983)
- Antonio Vargas (1984)
- Víctor Seura (1984)
- Juan Rodríguez (1984)
- José Sulantay (1985)
- Mario Chirino (1988)
- Andrés Prieto (1988)
- Víctor Zelada (1988-1989)
- Francisco Valdés (1989)
- Ramón Climent (1990)
- José Sulantay (1990-1992)
- Jorge Luis Siviero (1992)
- Hugo Valdivia (1992)
- Eduardo Cortázar (1993)
- Víctor Seura (1993)
- Luis Santibáñez (1993)
- Sasha Mitjaew (1994)
- Freddy Delgado (1994)
- Dagoberto Olivares (1994)
- José Sulantay (1994-1995)
- Manuel Rodríguez Araneda (1995-1996)
- Víctor Milanese Comisso (1996-1997)
- Miguel Hermosilla (1997-1998)
- José Sulantay (1998)
- Ángel Celoria (1999)
- Sergio Cortés (1999)
- Manuel Rodríguez Araneda (1999)
- Fernando Cavalleri (1999-2000)
- José Sulantay (2001-2003)
- Raúl Toro (2004-2005)
- Mario Chirino (2005)
- Jorge Manuel Díaz (2006)
- Francisco Varela (2006)
- Sergio Cortés (2006-2007)
- Óscar Malbernat (2007)
- Dagoberto Olivares (2007)
- Andrija Perčić (2007)
- Nelson Cossio (2008)
- Mario Chirino (2008)
- Víctor Milanese Comisso (2008-2009)
- Gustavo Huerta (2009)
- Orlando Mondaca (2009-2010)
- Luis Venegas (2010)
- José Sulantay (2010)
- Diego Torrente (2011)
- Jaime Muñoz (2011)
- Roberto Mariani (2011-2012)
- Jaime Muñoz (2012)
- Luis Musrri (2012-2013)
- Dagoberto Olivares (2013)
- Carlos Rojas (2013-2014)
- Jaime Muñoz (2014)
- Víctor Hugo Castañeda (2014-2015)
- Jorge Cerino (2015)
- Juan José Ribera (2016-2017)
- Patricio Graff (2017-2019)
- Germán Corengia (2020)
- Rafael Celedón (2020)
- Juan José Ribera (2020-2021)
- Héctor Tapia (2021)
- Patricio Graff (2022)
- Fernando Díaz (2022-2024)
- Esteban González (2024-)

## Palmarés

### Torneos nacionales
- Primera B de Chile (4): 1962, 1977, 2018, 2021
- Subcampeón de la Primera División de Chile (2): 1991, Apertura 2005
- Subcampeón de la Segunda División de Chile (2): 1966, 1990
- Subcampeón del Campeonato de Apertura de la Segunda División de Chile (1): 1970

### Torneos amistosos
- Torneo de Verano 1xbet 2023[104]

### Fútbol Joven
| Torneos nacionales       | Torneos nacionales | Torneos nacionales |
| Competición              | Títulos            | Subcampeonatos     |
| ------------------------ | ------------------ | ------------------ |
| Copa Futuro Sub-16 (0/1) |                    | 2025               |
| Copa Futuro Sub-15 (1/1) | 2025               | 2023               |
| Sub-16 (0/1)             |                    | Clausura 2023      |
| Sub-15 (0/1)             |                    | Clausura 2023      |

## Afición
El 5 de septiembre de 1988, se creó la barra Al Hueso Pirata (también conocida como AHP), la cual se ha mantenido como la principal barra del club.
Desde mediados de los años 1990, «Al Hueso Pirata» adquirió notoriedad nacional debido a los violentos incidentes producidos en los encuentros de su equipo, acentuándose en los clásicos contra Club Deportes La Serena. Uno de los casos más emblemáticos fue un pleito entre miembros del Al Hueso Pirata contra miembros de los Papayeros dentro del Estadio La Portada, el 15 de octubre de 2017: El encuentro estuvo marcado por desórdenes y provocaciones, que se evidenciaron en butacas y baños del recinto deportivo: doscientas butacas rotas; de estas, 149 se encuentran en el sector norte, en que se ubicó la hinchada pirata; y 51 butacas rotas en el sector sur, en que se ubicó la hinchada granate, añadiendo cinco puertas dañadas de los servicios higiénicos en el sector norte.